# Liste der Monuments historiques in Gresswiller
Die Liste der Monuments historiques in Gresswiller führt die Monuments historiques in der französischen Gemeinde Gresswiller auf.

## Liste der Bauwerke
| Bezeichnung      | Beschreibung                                                                                 | Standort                     | Kennzeichnung | Schutzstatus | Datum | Bild           |
| ---------------- | -------------------------------------------------------------------------------------------- | ---------------------------- | ------------- | ------------ | ----- | -------------- |
| Kirche St-Martin | Turmportal bezeichnet 1523, Schiff und Chor von 1766, Turmhaube von 1880                     | Rue de l’Église (Lage)       | PA00084720    | Inscrit      | 1937  | weitere Bilder |
| Militärdepot     | Bauskulpturen von der Fassade des Hauptgebäudes im ehemaligen Parc d’Artillerie in Straßburg | im Quartier Chassepot (Lage) | PA00084721    | Inscrit      | 1929  |                |

## Liste der Objekte
| Bezeichnung                | Beschreibung       | Standort                      | Kennzeichnung | Schutzstatus | Datum | Bild |
| -------------------------- | ------------------ | ----------------------------- | ------------- | ------------ | ----- | ---- |
| Skulptur Grablegungsgruppe | Sandstein, um 1500 | auf dem alten Friedhof (Lage) | PM67000596    | Classé       | 1982  |      |